# Championnats de France de ski nordique 2014
Navigation
2013 2015
La 101e édition des Championnats de France de ski nordique a eu lieu aux Rousses dans le Jura, du 28 au 30 mars 2014. Elle a lieu quelques jours après les Jeux olympiques d'hiver de 2014. Le stade des Tuffes à Prémanon accueille les épreuves de biathlon, combiné nordique et saut à ski, ski de fond. Ces championnats ont été marqués par le premier titre de Martin Fourcade ainsi que par un public nombreux (10 000 spectateurs).

## Lieu des compétitions
Les compétitions ont eu lieu à Prémanon dans le Jura au stade des Tuffes.

## Calendrier
| Date       | Heure            | Épreuves                                     |
| ---------- | ---------------- | -------------------------------------------- |
| 27/03/2014 | Toute la journée | Entraînement dans toutes les disciplines     |
| 28/03/2014 | 8h00             | Saut à ski individuel Hommes et Femmes       |
| 28/03/2014 | 10h15            | Sprint classique (qualifications et finales) |
| 28/03/2014 | 14h00            | Entraînement biathlon                        |
| 29/03/2014 | 8h45             | Saut du combiné nordique                     |
| 29/03/2014 | 10h15            | Mass-Start fond Jeunes Hommes                |
| 29/03/2014 | 10h15            | Mass-Start biathlon Jeunes Hommes            |
| 29/03/2014 | 11h15            | Mass-Start biathlon Jeunes Femmes            |
| 29/03/2014 | 11h50            | Mass-Start biathlon Juniors/Seniors Femmes   |
| 29/03/2014 | 12h30            | Mass-Start fond Dames (toutes catégories)    |
| 29/03/2014 | 13h15            | Mass-Start biathlon Juniors/Séniors Hommes   |
| 29/03/2014 | 15h15            | Épreuve de fond du combiné                   |
| 30/03/2014 | 9h45             | Saut par équipes                             |
| 30/03/2014 | 11h45            | Relais biathlon Dames                        |
| 30/03/2014 | 13h00            | Relais fond Dames                            |
| 30/03/2014 | 14h00            | Relais biathlon Hommes                       |
| 30/03/2014 | 15h20            | Relais fond Hommes                           |

## Résultats

### Saut à ski
| Épreuves    | Or                                                                                   | Argent                                                                                       | Bronze                                                               |
| Hommes      | Ronan Lamy-Chappuis                                                                  | Vincent Descombes-Sevoie                                                                     | Nicolas Mayer                                                        |
| Femmes      | Coline Mattel                                                                        | Julia Clair                                                                                  | Léa Lemare                                                           |
| Par équipes | Jura- Julien Faivre Rampant - Samuel Guy - Jason Lamy-Chappuis - Ronan Lamy Chappuis | Mont Blanc- Alexandre Mabboux - Geoffrey Lafarge - François Braud - Vincent Descombes Sevoie | Vosges - David Viry - Maxime Laheurte - Paul Brasme - Nicolas Didier |

### Biathlon
| Épreuves          | Or                                                                 | Argent                                                         | Bronze                                                                   |
| Mass-Start Hommes | Martin Fourcade                                                    | Simon Desthieux                                                | Jean-Guillaume Béatrix                                                   |
| Mass-Start Femmes | Jacquemine Baud                                                    | Marie Dorin-Habert                                             | Anaïs Chevalier                                                          |
| Relais Hommes     | Massif vosgien- François Scheurer - Fabien Claude - Florent Claude | Savoie 1- Émilien Personnaz - Dany Chavoutier - Baptiste Jouty | Dauphiné 1- Guillaume Munoz - Émilien Jacquelin - Jean-Guillaume Béatrix |
| Relais Femmes     | Dauphiné 1- Chloé Chevalier - Anaïs Chevalier - Marie Dorin-Habert | Savoie 1- Julia Simon - Coline Varcin - Marine Bolliet         | Dauphiné 2- Déborah Laffont - Laurane Sauvage - Jacquemine Baud          |

### Combiné nordique
| Épreuves                              | Or                | Argent       | Bronze     |
| Individuel Hommes résultats détaillés | Sébastien Lacroix | Hugo Buffard | Samuel Guy |

### Ski de fond
| Épreuves                | Or                                                                            | Argent                                                                                      | Bronze                                                                                |
| Sprint classique Hommes | Clément Parisse                                                               | Bastien Poirrier                                                                            | Alexis Jeannerod                                                                      |
| Sprint classique Femmes | Manon Locatelli                                                               | Aurore Jean                                                                                 | Marion Buillet                                                                        |
| Mass-Start Hommes       | Adrian Backscheider                                                           | Maurice Manificat                                                                           | Jean-Marc Gaillard                                                                    |
| Mass-Start Femmes       | Anouk Faivre-Picon                                                            | Coraline Hugue                                                                              | Aurore Jean                                                                           |
| Relais Hommes           | Dauphiné 1- Camille Laude - Jules Lapierre - Louis Schwartz - Robin Duvillard | Massif Jurassien 1- Pierre Tichit - Thomas Cote Colisson - Valentin Chauvin - Romain Vandel | Mont Blanc 2- Arthur Chomarat - Théo Deswaziere - Lucas Chanavat - Jean-Marc Gaillard |
| Relais Femmes           | Alpes Provence 1- Cora Gilbert - Laura Vanderweyen - Coraline Hugue           | Savoie 1- Laura Chamiot-Maitral - Amélie Chalivet - Marion Buillet                          | Massif Jurassien 1- Suzon Fabre - Léa Zambaux - Anouk Faivre-Picon                    |